# HMS Volunteer (D71)
«Волонтір» (D71) (англ. HMS Volunteer (D71) — військовий корабель, ескадрений міноносець «Модифікований Адміралті» типу «W» Королівського військово-морського флоту Великої Британії за часів Другої світової війни.
«Волонтір» був закладений 16 квітня 1918 року на верфі компанії William Denny and Brothers у Дамбартоні, де 17 квітня 1919 року корабель був спущений на воду. 7 листопада 1919 року він увійшов до складу Королівських ВМС Великої Британії.
«Волонтір» проходив службу у складі британських ВМС у різних флотах та станціях, за часів Другої світової війни брав активну участь у бойових діях на морі, бився у Північній Атлантиці, біля берегів Європи, супроводжував атлантичні та арктичні транспортні конвої.
За проявлену мужність та стійкість у боях бойовий корабель нагороджений шістьма бойовими відзнаками.

## Історія
8 січня 1940 року «Волонтір» з есмінцями «Вейнок», «Венеція» та «Віконт» ескортували конвой HG 13 на завершальній фазі його переходу з Гібралтару до Ліверпуля.
До початку вторгнення німецького вермахту в Норвегію переведений до Домашнього флоту та 11 квітня 1940 року вийшов з групою есмінців «Візерінгтон», «Вейнок», «Вірлвінд» та «Хайлендер», на супроводження легких крейсерів «Манчестер» і «Бірмінгем», що ескортували конвой NP 1 з британськими військами до норвезького Нарвіка. Протягом квітня-травня 1940 року есмінець діяв у норвезьких водах, підтримуючи дії флоту та наземного компоненту союзних військ.
26 квітня супроводжував з есмінцями «Гренейд», «Бігл», «Форчун», «Енкаунтер» та «Ескорт» авіаносці «Арк Роял» та «Глоріос», чия палубна авіація провадила нальоти на позиції німецьких військ у Намсусі та Ондалснесі.
У липні 1940 року «Волонтір» увійшов до складу супроводу конвою WS 1, який перевозив на океанських лайнерах «Квін Мері», «Аквітанія» та «Мавританія» 10 000 британських солдатів з Британських островів до Фрітауна, далі до Кейптауна й до Цейлону.
Надалі до кінця 1940 року корабель здійснив десятки виходів у море з метою встановлення мінних загороджень або супроводження інших кораблів, що проводили ці запобіжні заходи. Так, 29 листопада «Волонтір» встановлював міни в безпосередній близькості до портів Шербур та Гавр з есмінцями «Ванок», «Ікарус» та «Вітч».
У березні 1942 року ескадрений міноносець «Волонтір» супроводжував з есмінцями «Кеппель», «Ньюпорт», «Бедсворт», «Лімінгтон», «Боудісіа», «Рокінгам» конвої у прибережній зоні. 27 березня 1942 року «Кеппель» супроводжував ескортом конвой WS 17 за допомогою сучасного обладнання з радіовиявлення по двох радіомаяках у ВЧ-діапазоні виявив німецький підводний човен U-587. Взаємоузгодженою атакою глибинними бомбами есмінців 2-ї ескортної групи «Гроув», «Альденгам», «Волонтір» і «Лімінгтон» ворожа субмарина була знищена.
У квітні-травні 1942 року корабель продовжував діяти в акваторії Північної Атлантики, супроводжуючи конвої суден і поодинокі судна, що займались перевезенням регулярних військ на різні театри війни. 10 травня з «Кеппель» і «Лімінгтон» вийшов на супровід конвою WS 19 з Клайду.
У травні 1942 року «Волонтір» входив до сил ескорту великого конвою PQ 16, який супроводжував 35 транспортних суден (21 американське, 4 радянські, 8 британських, 1 голландське та одне під панамським прапором) до Мурманська від берегів Ісландії зі стратегічними вантажами і військовою технікою з США, Канади і Великої Британії. Його супроводжували 17 ескортних кораблів союзників, до острова Ведмежий конвой прикривала ескадра з 4 крейсерів і 3 есмінців. З 35 суден конвою 8 було потоплено німецькими субмаринами та торпедоносцями, ще 2 зазнали пошкоджень.
У серпні 1942 року корабель прибув до Росайта для проведення глибокого капітального ремонту та модернізації, який тривав до січня 1943 року.
У лютому 1943 року разом з есмінцями «Беверлі», «Вінчелсі» та «Хайлендер» і шістьма корветами типу «Флавер» включений до 4-ї ескортної групи на базі Грінок. У березні з есмінцем «Беверлі» та корветами «Анімон» і «Пеніворт» супроводжував конвой HX 229, який перебував під постійними атаками вовчих зграй «Раубграф» та «Дрангер». U-616 здійснив невдалу спробу торпедувати есмінець. Попри зусилля ескорту, конвой втратив 13 суден.